# Pjoktong
Pjoktong (hangul: 벽동군, Pjoktong-kun, handzsa: 碧潼郡, RR: Pyŏktong-kun) megye Észak-Koreában, Észak-Phjongan (P'yŏngan) tartományban.
Területén a 14. században egy Pjoktan (Pyŏktan) és egy Umdong (Ŭmdong) nevű település volt, 1403-ban ezek egyesítéséből hozták létre Pjoktong (Pyŏktong)ot, amelyet rögtön megyei rangra is emeltek. Pjoktan (Pyŏktan) neve eredetileg egy ősi koreai kifejezésből, a purudani (purudani) szóból jött, amelynek jelentése „fás völgy”.
1918-ban falusi (mjon (myŏn)) rangra fokozták le, 1952-ben visszakapta megyei rangját.

## Földrajza
Délről Tongcshang (Tongch'ang) megye, délnyugatról Cshangszong (Ch'angsŏng) megye, északról a Szuphung (Sup'ung)-tó és Kína, keletről pedig Csagang (Jagang) tartomány Usi megyéje határolja.
Legmagasabb pontja az 1159 méter magas Tanphungdokszan (단풍덕산; 丹楓㯖山, Tanp'ungdŏksan).

## Közigazgatása
1 községből (up (ŭp)) és 19 faluból (ri (ri)) áll:
| - Pjoktong-up (벽동읍; 碧潼邑, Pyŏktong-ŭp) - Kvonszang-ri (권상리; 鸛上里, Kwŏnsang-ri) - Kvoncshang-ri (권창리; 鸛倉里, Kwŏnch'ang-ri) - Namszo-ri (남서리; 南西里, Namsŏ-ri) - Namdzsung-ri (남중리; 南中里, Namjung-ri) - Namha-ri (남하리; 南下里, Namha-ri) - Tedong-ri (대동리; 大洞里, Taedong-ri) - Tephung-ri (대풍리; 大豊里, Taep'ung-ri) - Tongdzsu-ri (동주리; 東主里, Tongju-ri) - Tongha-ri (동하리; 東下里, Tongha-ri) | - Rjongphjong-ri (룡평리; 龍坪里, Ryongpy'ŏng-ri) - Madzson-ri (마전리; 麻田里, Majŏn-ri) - Szacshang-ri (사창리; 社倉里, Sach'ang-ri) - Szongszang-ri (성상리; 城上里, Sŏngsang-ri) - Szongha-ri (성하리; 城下里, Sŏngha-ri) - Szongnjon-ri (송련리; 松連里, Songryŏn-ri) - Szongsza-ri (송사리; 松四里, Songsa-ri) - Szongszam-ri (송삼리; 松三里, Songsam-ri) - Szongi-ri (송이리; 松二里, Songi-ri) - Jongphung-ri (영풍리; 永豊里, Yŏngp'ung-ri) |

## Gazdaság
Pjoktong (Pyŏktong) megye gazdasága élelmiszeriparra, textiliparra és vegyiparra épül.

## Oktatás
Pjoktong (Pyŏktong) megye egy mezőgazdasági főiskolának, 18 általános iskolának és 19 középiskolának ad otthont.

## Egészségügy
A megye 24 egészségügyi intézménnyel rendelkezik, köztük saját kórházzal.

## Közlekedés
A megye közutakon Sinidzsu (Sinŭiju) és a szomszédos megyék felől közelíthető meg. A megye vasúti kapcsolattal nem rendelkezik.